# Lu et approuvé
La mention « Lu et approuvé » est un élément qui figure souvent au bas des contrats signés. Cette mention n'a en Frlance aucune utilité.

## En droit français
La mention « Lu et approuvé » figure souvent au bas des contrats de vente. 
Pourtant, la loi n° 80-525 du 12 juillet 1980 a supprimé cette formalité, ainsi que celle du « bon pour… », qui existaient à l'article 1326 du code civil dans sa rédaction de 1804. 
La Cour de cassation rappelle régulièrement l'inutilité de cette mention concernant les actes sous seing privé et en dehors des exceptions prévues par la loi, en vertu de l’article 1322 du Code civil :

« L'acte sous seing privé n'est soumis à aucune autre condition de forme que la signature de ceux qui s'obligent. (…) La mention « lu et approuvé » inscrite au bas d'un écrit sous seing privé constitue une formalité dépourvue de toute portée. »

— Cour de cassation, arrêt du 27 janvier 1993 (chambre civile no 1, pourvoi no 91-12115)
Cette jurisprudence de la Cour de cassation est constante et a encore été rappelée en octobre 2008, par un nouvel arrêt concernant la mention « lu et approuvé ».
La seule utilité de cette mention est qu'elle peut servir pour une expertise en écritures en cas de contestation quant à l'authenticité de la signature. La reprise de ce type de mentions dans les contrats est par ailleurs sans incidence sur la validité du consentement du cocontractant.
Les juges peuvent en effet considérer que le consentement n'a pas été valablement donné, malgré l'apposition de la formule sacramentelle, inutile « lu et approuvé ». Il a ainsi été jugé que deux époux n’avaient pas donné leur consentement, même avec les mentions « lu et approuvé » et « bon pour accord », dès lors qu'il était établi que ceux-ci « parlaient mal ou pas du tout le français, ne savaient pas l'écrire ni surtout le lire » au moment de la signature de l’acte (Cass. 3e civ. 15 décembre 1998, no 97-17673).
La mention « bon pour accord » est tout aussi inutile: l'existence et la validité du consentement sont présumées, à charge pour la partie qui prétend le contraire d'établir la preuve de son allégation. L'apposition d'une mention « lu et approuvé » ou « bon pour accord » est sans aucune conséquence sur l'administration de cette preuve. 
Application en pratique : lors de la conclusion d’actes ou de contrats, la mention « lu et approuvé » ou « bon pour accord » est inutile. Elle ne figure plus à l'article 1376 du Code civil (ex article 1326). Sa survie en pratique, depuis sa suppression en 1980, marque un formalisme suranné tenant presque de la superstition. Ces formules ne demeurent plus que dans quelques rares cas prévus par la loi et formulaires (par exemple : procurations pour carte grise, rupture conventionnelle du contrat de travail).

## En droit belge
La présence de cette mention n’est explicitement posée dans aucun texte décrétal ou réglementaire, si ce n’est dans les modèles de formulaires annexés à ces textes. Elle résulte plutôt d’une coutume de prudence, destinée à éviter les contestations ultérieures.
Au niveau fédéral, la loi du 11 mars 2003 sur certains aspects juridiques des services de la société de l’information23 détermine en son article 16, § 2, 3e tiret, les qualités fonctionnelles de la mention manuscrite : « l’exigence d’une mention écrite de la main de celui qui s’oblige peut être satisfaite par tout procédé garantissant que la mention émane de ce dernier ». Ainsi, cette formalité peut désormais être accomplie par voie électronique, du moment qu’il n’existe aucun doute quant à l’auteur de la mention.